# Still in Love with You
 (srp. I dalje te volim) pjesma je britanskog vokalnog dua Elektro Velvet. Interno ju je izabrao Bi-Bi-Si da predstavlja Ujedinjeno Kraljevstvo na Pjesmi Evrovizije 2015. u Austriji. Pjesmu su napisali Dejvid Mindel i Ejdrijen Beks Vajt.
Sving stil džeza je uticao na pjesmu, mada je dodan moderan obrat. Službeni videozapis pjesme sadrži kostime i ples tog vremena.  U središnjem dijelu pjesme Lark izvodi sket (vokalna improvizacija koja je česta u džezu). Stil pjesme je uspoređen Karou Emereladu kao i muzici iz televizijske reklame za Birds Eyes krompirne vafle iz 1980-ih. Pjesma je u finalu osvojila 5 poena i plasirala se na 24. mjesto (od 27 ukupnih takmičara).

## Pjesma Evrovizije 2015.
Bi-Bi-Si je izabrao Elektro Velvet i njihovu pjesmu "Still in Love with You" da predstavljaju Ujedinjeno Kraljevstvo na Pjesmi Evrovizije 2015. Pjesma je predstavljena 7. marta 2015. preko Bi-Bi-Si-jevog servisa "BBC Red Button".

## Hit liste
| Hit lista (2015) | Najbolji plasman |
| ---------------- | ---------------- |
| Austrija         | 53               |
| UK               | 63               |

## Spoljašnji linkovi
- Eurovizija na stranici